# Хесус-де-Таваранґуе
Хесус-де-Таваранґуе́ (ісп. Jesús de Tavarangué — «Ісус Таваранґуе») — колишня єзуїтська місія в Парагваї. Місія була заснована в 1678 році біля гирла річки Мондей єзуїтом Геронімо Дельфіном, хоча після цього кілька разів перебудовувалася, перш за все через напади бразильських бандейрантів, що полювали за рабами; сучасні руїни розташовані за 38 км від міста Енкарнасьйон. Населення місії в 1750 році становило близько 200 мешканців. Після вигнання єзуїтів з іспанських володінь в 1768 році місія прийшла у занепад.
Разом з місією Ла-Сантисіма-Тринідад-де-Парана ця місія була занесена до списку Світової спадщини в 1993 році.
1. ↑  * Назва в офіційному англомовному списку